# Nicolás Barrientos
Nicolás Barrientos (Cali, 24 aprile 1987) è un tennista colombiano.
Specialista del doppio, ha vinto due titoli nel circuito maggiore e diversi altri nei circuiti minori. Il suo miglior ranking ATP è stato il 47º posto nell'aprile 2024. In singolare ha vinto solo alcuni tornei del circuito ITF nella prima parte della carriera. Un'operazione al braccio e alcuni altri infortuni lo hanno costretto alla quasi totale inattività tra il 2016 e il 2019.

## Carriera

### 2004-2012, inizi e primi titoli ITF
Debutta tra i professionisti nel 2004 e nei primi 5 anni gioca solo in doppio. Vince il primo titolo in doppio nel torneo ITF Ecuador F1 nel settembre 2010, e in quella stagione fa il suo esordio nell'ATP Challenger Tour. Il primo titolo in singolare arriva nel dicembre 2011 al torneo ITF Mexico F15.

### 2013-2015, primi titoli Challenger, prima finale ATP e 71º nel ranking
Si aggiudica il primo titolo Challenger nel marzo 2013 al torneo di doppio di Pereira, dove in coppia con Eduardo Struvay ha la meglio su Facundo Bagnis / Federico Delbonis. Tra il 2013 e il 2014 disputa nove finali Challenger in doppio e ne vince tre. Nel luglio 2014 debutta nel circuito maggiore e quello stesso mese, al suo secondo torneo, raggiunge la finale all'ATP di Bogotà in coppia con Juan Sebastián Cabal e vengono sconfitti 9-11 nel set decisivo da Samuel Groth / Chris Guccione. La settimana successiva arriva in semifinale in coppia con Víctor Estrella Burgos ad Atlanta e in settembre si spinge fino al 71º posto della classifica mondiale, suo best ranking in carriera.
In quel periodo si mette in luce anche in alcune competizioni continentali, nel marzo 2014 conquista la medaglia di bronzo nel torneo di doppio ai X Giochi sudamericani di Santiago del Cile, nel novembre successivo è medaglia di bronzo in singolare ai XXII Giochi centramericani e caraibici di Veracruz e ancora in singolare è medaglia d'argento ai XVII Giochi panamericani del novembre 2015 a Toronto. Nel luglio 2015 esce dalla top 100 del ranking.

### 2016-2020, infortuni, lunghe convalescenze e rientro
Nel 2016 subisce un grave infortunio a un muscolo del braccio che lo costringe a sottoporsi a un intervento chirurgico, Sarà il primo di una serie di infortuni che gli consentiranno di tornare a giocare stabilmente nel circuito solo nel 2019. Tra il 2016 e il 2020 non raggiunge alcuna finale e nel 2017 esce dal ranking sia in singolare che in doppio. Nel luglio 2019 vince il primo incontro in singolare nel circuito Challenger dopo la serie di infortuni,

### 2021-2022, 10 titoli Challenger, 1 finale ATP e top 60
Torna protagonista nel 2021, stagione in cui arriva otto volte in finale nei tornei Challenger di doppio e conquista i titoli a Salinas, Little Rock, São Paulo e Florianópolis. Nel marzo 2022 fa il suo esordio nella squadra colombiana di Coppa Davis con una sconfitta in doppio nella sfida persa 4-0 contro gli Stati Uniti. Nella prima parte della stagione continua a risalire la classifica mondiale di doppio con la disputa di nove finali Challenger in coppia con Miguel Ángel Reyes Varela e vincono quelle di San Luis Potosí, Aguascalientes, Heilbronn, Tunisi e Forlì VI. In maggio rientra nella top 100 del ranking e ad agosto, dopo la finale persa al Challenger 125 di Santo Domingo, migliora dopo quasi otto anni il best ranking portandosi in 68ª posizione. In quel periodo gioca inoltre con Reyes Varela alcuni tornei del circuito maggiore, escono al primo turno a Wimbledon, dove Barrientos fa il suo esordio, e raggiungono i quarti di finale in tre tornei ATP 250. A ottobre torna a disputare una finale ATP a Seul, 8 anni dopo la prima persa a Bogotà, e in coppia con Reyes Varela viene sconfitto in due set da Raven Klaasen / Nathaniel Lammons. Si impongono quindi nel Challenger di Gwangju, raggiungono i quarti all'ATP di Firenze e a fine stagione Barrientos porta il best ranking al 60º posto.

### 2023, 1 finale e 2 semifinali ATP, 4 titoli Challenger e 59º nel ranking
Inizia il 2023 giocando con Ariel Behar, vengono sconfitti al secondo turno all'ATP di Adelaide 1 e agli Australian Open, nei quali al primo turno eliminano Nicolas Mahut / Tim Pütz. Nello swing sudamericano dei tornei ATP escono due volte nei quarti e raggiungono la finale Buenos Aires, persa contro Simone Bolelli / Fabio Fognini dopo aver eliminato Maximo Gonzalez / Andres Molteni. A inizio aprile porta il best ranking alla 59ª posizione mondiale. Nel prosieguo della stagione si spinge in semifinale ai tornei ATP di Lione con Robert Galloway e a Los Cabos con Andre Goransson, mentre esce al secondo turno al Roland Garros e agli US Open. Nel circuito Challenger vince i tornei di Roma, Francavilla al Mare, Iași e Brasilia.

### 2024, primo titolo ATP e top 50
Con la nuova stagione inizia a giocare con Rafael Matos, nei primi tornei non vanno oltre i quarti di finale nel circuito ATP e il secondo turno agli Australian Open. A febbraio escono in semifinale a Buenos Aires e la settimana successiva si impongono nell'ATP 500 di Rio de Janeiro superando in finale in due set Alexander Erler / Lucas Miedler, con il primo trionfo di Barrientos nel circuito maggiore. Sale così al 52º posto mondiale e si porta al 47º con le semifinali raggiunte subito dopo al Chile Open e ad aprile al Romanian Open. A giugno perde la finale al Challenger 125 sull'erba di Surbiton in coppia con Diego Hidalgo. A Wimbledon gioca con Francisco Cabral ed escono al secondo turno dopo aver eliminato le teste di serie nº 10 Ivan Dodig / Austin Krajicek.
Continua a cambiare partner ed esce ancora al secondo turno agli US Open assieme a Skander Mansouri. A ottobre vince il Challenger 100 di Roanne in coppia con David Pel. Assieme a Mansouri perde la finale dell'ATP 250 Almaty Open contro Rithvik Choudary Bollipalli / Arjun Kadhe e si consolano la settimana successiva vincendo il Brest Challenger. Allunga la striscia vincente aggiudicandosi subito dopo il Challenger 125 dello Slovak Open in coppia con Julian Cash. all'ultimo impegno stagionale esce in semifinale al Belgrade Open con David Pel.

### 2025, un titolo ATP
A inizio stagione perde sei dei primi otto incontri disputati, si riscatta vincendo al Chile Open il suo secondo titolo ATP, gioca in coppia con Rithvik Choudary Bollipalli e in finale concedono solo cinque giochi a Máximo González / Andrés Molteni. Nel periodo che segue non supera il primo turno nei tornei ATP e deve aspettare agosto per disputare una finale Challenger al Porto Open, persa in due set contro George Goldhoff / Ray Ho.

## Statistiche
Aggiornate al 3 agosto 2025.

### Doppio

#### Vittorie (2)
| Legenda              |
| Grande Slam (0)      |
| ATP Finals (0)       |
| ATP Masters 1000 (0) |
| ATP Tour 500 (1)     |
| ATP Tour 250 (1)     |

| N. | Data             | Torneo                        | Superficie  | Compagno                    | Avversari in finale            | Punteggio |
| 1. | 25 febbraio 2024 | Rio Open, Rio de Janeiro      | Terra rossa | Rafael Matos                | Alexander Erler Lucas Miedler  | 6-4, 6-3  |
| 2. | 1º marzo 2025    | Chile Open, Santiago del Cile | Terra rossa | Rithvik Choudary Bollipalli | Máximo González Andrés Molteni | 6–3, 6–2  |

#### Finali perse (4)
| Legenda              |
| Grande Slam (0)      |
| ATP Finals (0)       |
| ATP Masters 1000 (0) |
| ATP Tour 500 (0)     |
| ATP Tour 250 (4)     |

| N. | Data             | Torneo                       | Superficie  | Compagno                  | Avversari in finale                     | Punteggio              |
| 1. | 20 luglio 2014   | Colombia Open, Bogotà        | Cemento     | Juan Sebastián Cabal      | Samuel Groth Chris Guccione             | 6(5)-7, 7-6(3), [9-11] |
| 2. | 2 ottobre 2022   | Korea Open, Seul             | Cemento     | Miguel Ángel Reyes Varela | Raven Klaasen Nathaniel Lammons         | 1-6, 5-7               |
| 3  | 19 febbraio 2023 | Argentina Open, Buenos Aires | Terra rossa | Ariel Behar               | Simone Bolelli Fabio Fognini            | 2-6, 4-6               |
| 4. | 20 ottobre 2024  | Almaty Open, Almaty          | Cemento (i) | Skander Mansouri          | Rithvik Choudary Bollipalli Arjun Kadhe | 6–3, 6–7(3), [12–14]   |

### Tornei minori

#### Singolare

##### Vittorie (6)
| Legenda tornei minori |
| Challenger (0)        |
| Futures (6)           |

##### Sconfitte in finale (4)
| Legenda tornei minori |
| Challenger (0)        |
| Futures (4)           |

#### Doppio

##### Vittorie (27)
| Legenda tornei minori |
| Challenger (21)       |
| Futures (6)           |

| N.  | Data              | Torneo                                        | Superficie  | Compagno                  | Avversari in finale                       | Punteggio              |
| 1.  | 25 marzo 2013     | Open Pereira, Pereira                         | Terra rossa | Eduardo Struvay           | Facundo Bagnis Federico Delbonis          | 3-6, 6-3, [10-7]       |
| 2.  | 13 ottobre 2013   | Aberto Rio Preto, São José do Rio Preto       | Terra rossa | Carlos Salamanca          | Marcelo Demoliner João Souza              | 6-4, 6-4               |
| 3.  | 27 settembre 2014 | Open Pereira, Pereira                         | Terra rossa | Eduardo Struvay           | Guido Pella Horacio Zeballos              | 3-6, 6-3, [11-9]       |
| 4.  | 11 ottobre 2015   | Open Medellin, Medellín                       | Terra rossa | Eduardo Struvay           | Alejandro Gómez Felipe Mantilla           | 7-6(6), 6(5)-7, [10-4] |
| 5.  | 1º maggio 2021    | Challenger Salinas II, Salinas                | Cemento     | Sergio Galdós             | Cayetano March Thiago Agustín Tirante     | walkover               |
| 6.  | 6 giugno 2021     | Little Rock Challenger, Little Rock           | Cemento     | Ernesto Escobedo          | Christopher Eubanks Roberto Quiroz        | 4-6, 6-3, [10-5]       |
| 7.  | 4 dicembre 2021   | São Paulo Open Tennis, São Paulo              | Terra rossa | Alejandro Gómez           | Rafael Matos Felipe Meligeni Alves        | walkover               |
| 8.  | 11 dicembre 2021  | Florianópolis Challenger, Florianópolis       | Terra rossa | Alejandro Gómez           | Rafael Matos Martín Cuevas                | 6-3, 6-3               |
| 9.  | 16 aprile 2022    | San Luis Potosí Challenger, San Luis Potosí   | Terra rossa | Miguel Ángel Reyes Varela | Luis David Martínez Felipe Meligeni Alves | 7-6(11), 6-2           |
| 10. | 23 aprile 2022    | San Marcos Open, Aguascalientes               | Terra rossa | Miguel Ángel Reyes Varela | Gonçalo Oliveira Divij Sharan             | 7-5, 6-3               |
| 11. | 14 maggio 2022    | Heilbronner Neckarcup, Heilbronn              | Terra rossa | Miguel Ángel Reyes Varela | Jelle Sels Bart Stevens                   | 7-5, 6-3               |
| 12. | 21 maggio 2022    | Tunis Open, Tunisi                            | Terra rossa | Miguel Ángel Reyes Varela | Alexander Erler Lucas Miedler             | 6(3)-7, 6-3, [11-9]    |
| 13. | 4 giugno 2022     | Forlì Open, Forlì                             | Terra rossa | Miguel Ángel Reyes Varela | Fabien Reboul Sadio Doumbia               | 7-5, 4-6, [10-4]       |
| 14. | 8 ottobre 2022    | Gwangju Open, Gwangju                         | Cemento     | Miguel Ángel Reyes Varela | Yuki Bhambri Saketh Myneni                | 2-6, 6-3, [10-6]       |
| 15. | 29 aprile 2023    | Roma Open, Roma                               | Terra rossa | Francisco Cabral          | Andrej Golubev Denys Molčanov             | 6-3, 6-1               |
| 16. | 14 maggio 2023    | Internazionali d'Abruzzo, Francavilla al Mare | Terra rossa | Ariel Behar               | Sander Arends Petros Tsitsipas            | 7-6(1), 3-6, [10-6]    |
| 17. | 16 luglio 2023    | Iași Open, Iași                               | Terra rossa | Aisam-ul-Haq Qureshi      | Gabi Adrian Boitan Bogdan Pavel           | 6-3, 6-3               |
| 18. | 25 novembre 2023  | Aberto da República, Brasilia                 | Cemento     | André Göransson           | Marcelo Demoliner Rafael Matos            | 7-6(3), 4-6, [11-9]    |
| 19. | 12 ottobre 2024   | Open International de Roanne, Roanne          | Cemento (i) | David Pel                 | Jakub Paul Matěj Vocel                    | 4-6, 6-3, [10-6]       |
| 20. | 27 ottobre 2024   | Brest Challenger, Brest                       | Cemento (i) | Skander Mansouri          | Jakub Paul Matej Vocel                    | 7-5, 4-6, [10-5]       |
| 21. | 3 novembre 2024   | Slovak Open, Bratislava                       | Cemento (i) | Julian Cash               | André Göransson Sem Verbeek               | 6-3, 6-4               |

##### Sconfitte in finale (23)
| Legenda tornei minori |
| Challenger (18)       |
| Futures (5)           |

| N.  | Data             | Torneo                                            | Superficie  | Compagno                  | Avversari in finale                     | Punteggio              |
| 1.  | 22 luglio 2013   | Open Medellin, Medellín                           | Terra rossa | Eduardo Struvay           | Emilio Gómez Roman Borvanov             | 3-6, 6(4)-7            |
| 2.  | 30 luglio 2013   | São Paulo Challenger, São Paulo                   | Terra rossa | Marcelo Arévalo           | Fernando Romboli Eduardo Schwank        | 7-6(6), 4-6, [8-10]    |
| 3.  | 10 novembre 2013 | Open Bogotá, Bogotà                               | Terra rossa | Eduardo Struvay           | Juan Sebastián Cabal Alejandro González | 3-6, 2-6               |
| 4.  | 6 gennaio 2014   | Aberto de São Paulo, São Paulo                    | Cemento     | Víctor Estrella Burgos    | Gero Kretschmer Alexander Satschko      | 6-4, 5-7, [6-10]       |
| 5.  | 3 maggio 2014    | Open Cali I, Cali                                 | Terra rossa | Eduardo Struvay           | Facundo Bagnis Eduardo Schwank          | 6-3, 6-3               |
| 6.  | 14 giugno 2014   | Fergana Challenger, Fergana                       | Cemento     | Stanislav Vovk            | Sergey Betov Alexander Bury             | 7-6(6), 6(1)-7, [3-10] |
| 7.  | 31 gennaio 2015  | Open Bucaramanga, Bucaramanga                     | Terra rossa | Eduardo Struvay           | Guillermo Durán Andrés Molteni          | 5-7, 7-6(8), [0-10]    |
| 8.  | 8 novembre 2015  | Open Bogotá, Bogotà                               | Terra rossa | Eduardo Struvay           | Julio Peralta Horacio Zeballos          | 3-6, 4-6               |
| 9.  | 12 giugno 2021   | Orlando Open, Orlando                             | Cemento     | JC Aragone                | Christian Harrison Peter Polansky       | 2-6, 3-6               |
| 10. | 31 luglio 2021   | Open Castilla y León, Segovia                     | Cemento     | JC Aragone                | Robert Galloway Alex Lawson             | 6(8)-7, 4-6            |
| 11. | 2 ottobre 2021   | Lima Challenger, Lima                             | Terra rossa | Fernando Romboli          | Julian Lenz Gerald Melzer               | 6(4)-7, 6(3)-7         |
| 12. | 23 ottobre 2021  | Open Bogotá, Bogotà                               | Terra rossa | Alejandro Gómez           | Nicolás Jarry Roberto Quiroz            | 7-6(4), 5-7, [4-10]    |
| 13. | 26 marzo 2022    | Santa Cruz Challenger II, Santa Cruz de la Sierra | Terra rossa | Miguel Ángel Reyes Varela | Jesper de Jong Bart Stevens             | 4-6, 6-3, [6-10]       |
| 14. | 7 maggio 2022    | Open du Pays d'Aix, Aix-en-Provence               | Terra rossa | Miguel Ángel Reyes Varela | Titouan Droguet Kyrian Jacquet          | 2-6, 3-6               |
| 15. | 16 luglio 2022   | Dutch Open, Amersfoort                            | Terra rossa | Miguel Ángel Reyes Varela | Robin Haase Sem Verbeek                 | 4-6, 6-3, [7-10]       |
| 16. | 20 agosto 2022   | Santo Domingo Open, Santo Domingo                 | Terra verde | Miguel Ángel Reyes Varela | Ruben Gonzales Reese Stalder            | 6(5)-7, 3-6            |
| 17. | 11 novembre 2023 | Lima Challenger II, Lima                          | Terra rossa | Orlando Luz               | Mateus Alves Eduardo Ribeiro            | 6-3, 5-7, [8-10]       |
| 18. | 8 giugno 2024    | Surbiton Trophy, Surbiton                         | Erba        | Diego Hidalgo             | Julian Cash Robert Galloway             | 4-6, 4-6               |
| 19. | 2 agosto 2025    | Porto Open, Porto                                 | Cemento     | Joran Vliegen             | George Goldhoff Ray Ho                  | 4-6, 4-6               |